# Palácio de Ehrenburg

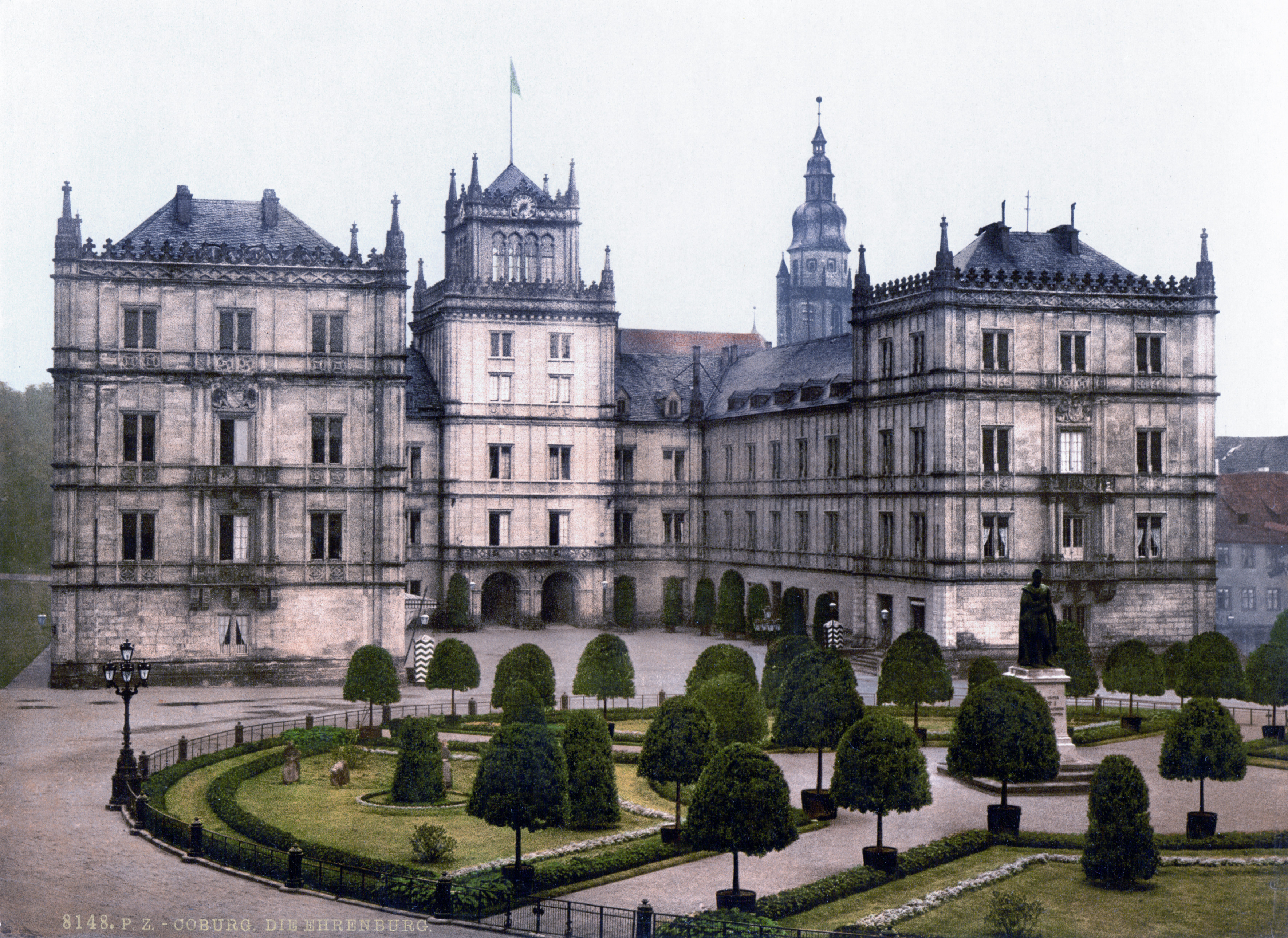
Palácio de Ehrenburg por volta de 1900.

O Palácio de Ehrenburg (Schloss Ehrenburg em alemão) é um palácio em Coburgo, na Alemanha.

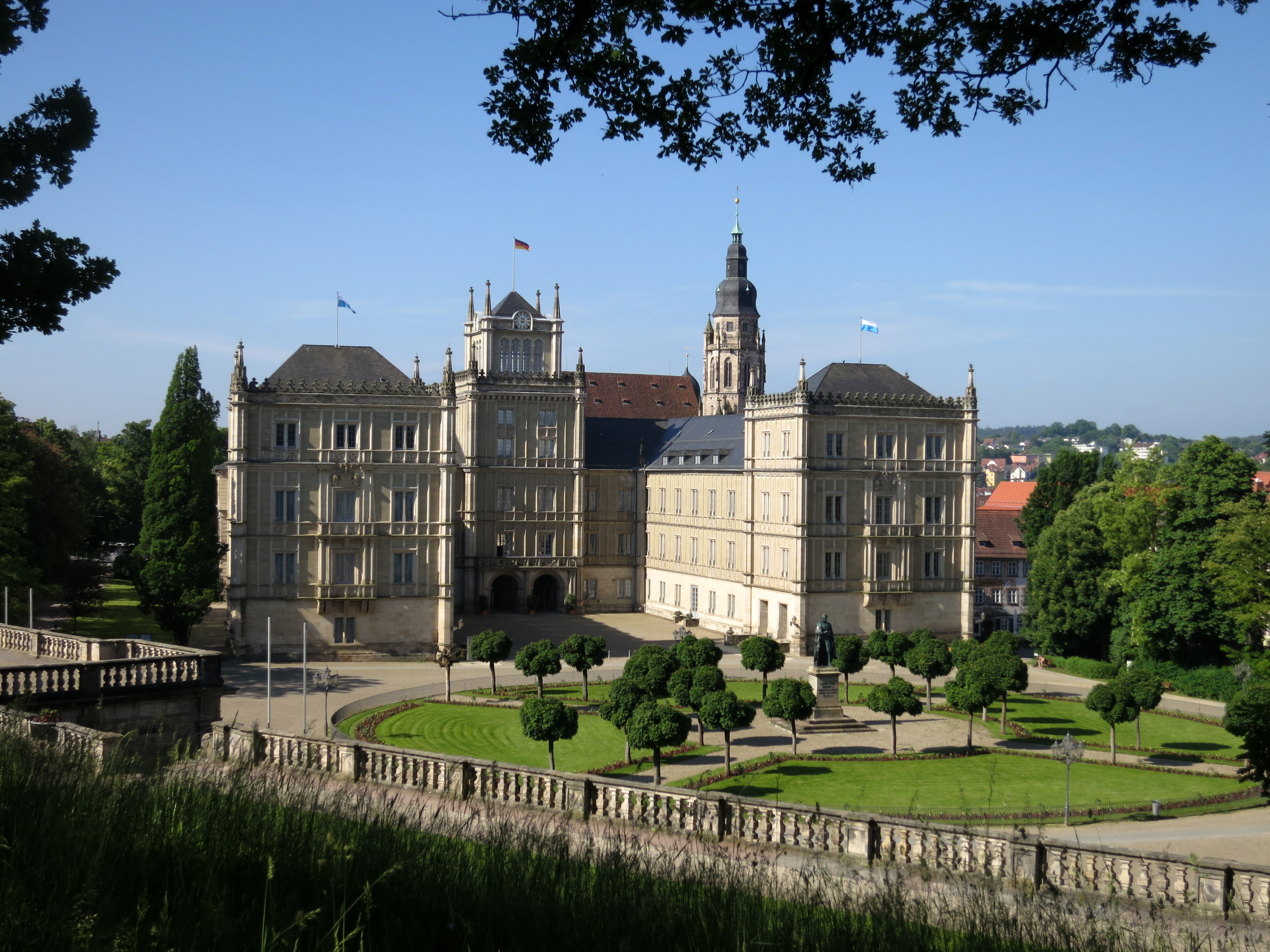
Ehrenburg Palace 2013

O palácio foi mandado construir pelo duque João Ernesto de Saxe-Coburgo em 1543. O novo palácio foi construído à volta de um mosteiro franciscano. Em 1690 a parte norte do palácio foi destruída por um incêndio, levando a que o duque Alberto V de Saxe-Coburgo construísse um novo palácio em estilo barroco em 1699. No século XIX, o duque Ernesto I mandou o palácio ser redesenhado por Karl Friedrich Schinkel em estilo neogótico.
O palácio é actualmente um museu.